# 舍普夫尔山
48°5′15.8″N 15°54′50.9″E / 48.087722°N 15.914139°E

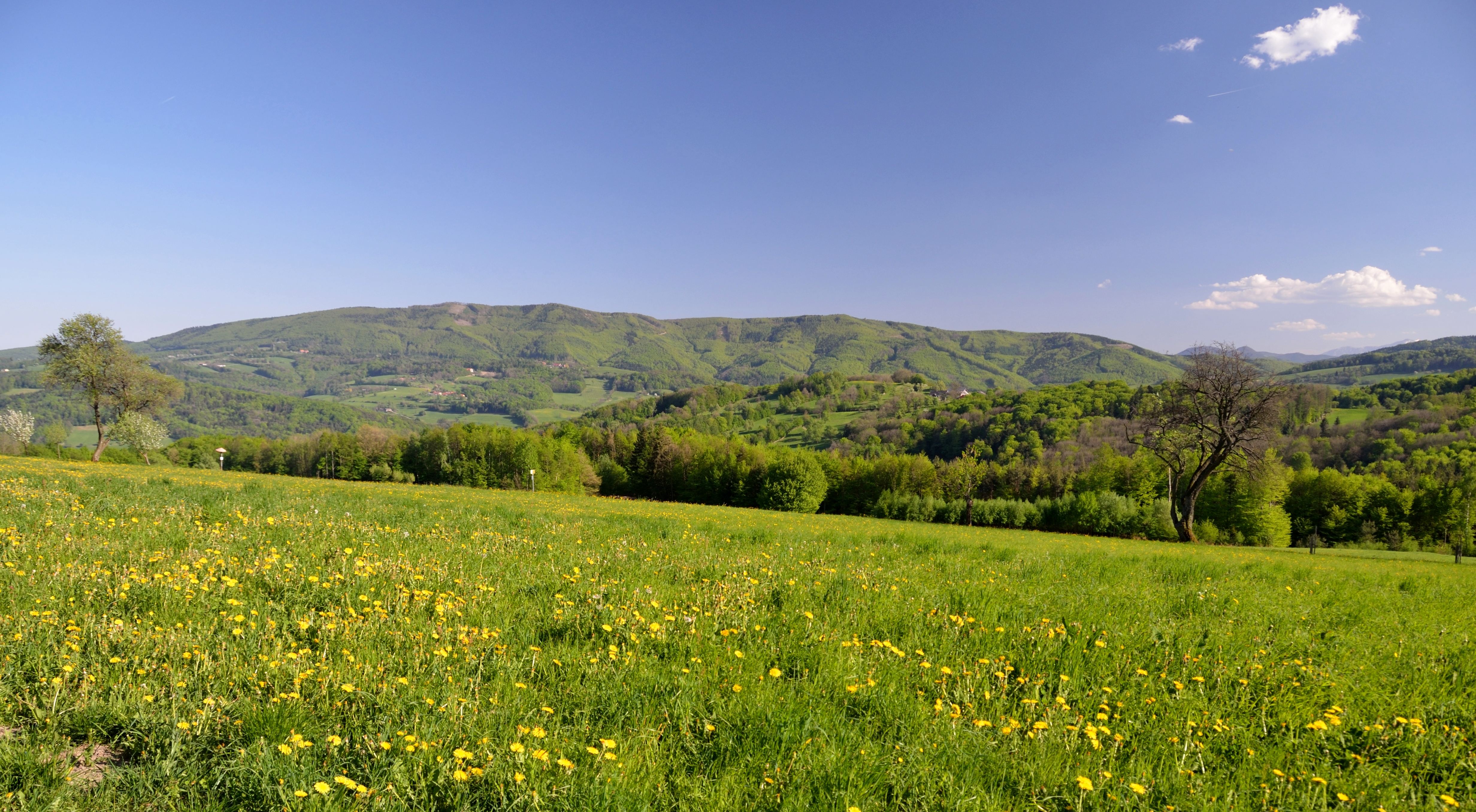

舍普夫尔山（德語：Schöpfl）是奧地利下奧地利州的山峰，位於該國東北部，屬於維也納林山的一部分，距離霍赫埃克山9.9公里，海拔高度893米，每年平均降雨量1,050毫米。